# Vásárosfalu
Vásárosfalu – wieś i gmina w północno-zachodniej części Węgier, w pobliżu miasta Kapuvár.
Miejscowość leży na obszarze Małej Niziny Węgierskiej, w pobliżu granicy austriackiej. Administracyjnie należy do powiatu Kapuvár, wchodzącego w skład komitatu Győr-Moson-Sopron.
Gmina Vásárosfalu liczy 161 mieszkańców (2009) i zajmuje obszar 4,2 km².